# عصفلدين قصير الساق
العِصْفَلْدِين قصير الساق (باللاتينية: Asphodeline brevicaulis) نوع نباتي ينتمي إلى جنس العِصْفَلْدِين من الفصيلة الزانثوروية (باللاتينية: Xanthorrhoeaceae).

## الموئل والانتشار
الموئل الأصلي لهذا النوع المشرق العربي وتركيا وقبرص.

## مرادفات للاسم
- (باللاتينية: Asphodelus brevicaulis Bertol.)
- (باللاتينية: Asphodeline brevicaulis var. edumea (Zohary) Tuzlaci)
- (باللاتينية: Asphodeline brevicaulis (Bertol.) J. Gay ex Baker subsp. brevicaulis)
- (باللاتينية: Asphodeline brevicaulis subsp. druzorum Zohary)